# Clinopodium chinense
Clinopodium chinense — вид квіткових рослин з родини глухокропивових (Lamiaceae).

## Біоморфологічна характеристика

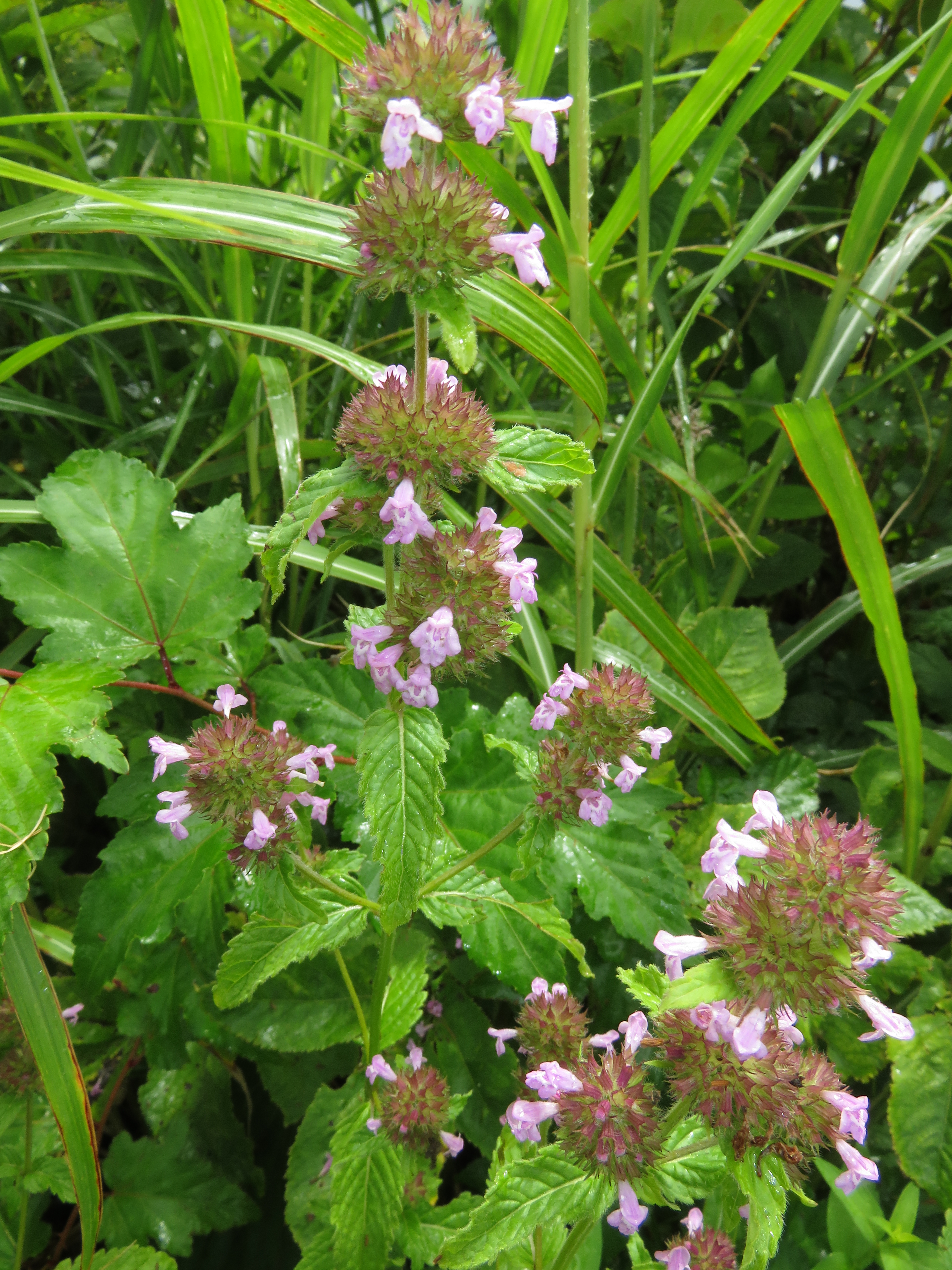

Стебла до 1 метра, дрібно смугасті, густо запушені, залозисто запушені. Листки: ніжки 3–8 мм; листова пластинка яйцеподібна, 2–4 × 1.3–2.6 см, адаксіально щільно притиснуто ворсинчаста, абаксіально (низ) волосиста, основа від округлої до широко-клиноподібної, край городчасто-пилчастий, верхівка від гострої до тупої. Чашечка вузько-трубчаста, з пурпурно-червоним відтінком, ≈ 6 мм, волосиста, залозисто запушена, всередині на зубцях волосиста, основа злегка роздута з одного боку у плоду; верхні зубці ± зігнуті, вузько трикутні, верхівка загострена; нижні зуби прямі, остисті. Віночок пурпурно-червоний, ≈ 9 мм, запушений; горло з 2 рядами волосків, шириною ≈ 2 мм; верхня губа вирізана. Горішки жовто-коричневі, обернено-яйцеподібні, ≈ 1.2 × 0.9 мм. Період цвітіння: травень — серпень; період плодоношення: серпень — жовтень.

## Поширення
Росте у східній Азії (Далекий Схід, Китай, Японія, Корея, Тайвань, В'єтнам).
Населяє схили пагорбів, річок, трав'янисті місця, зарості, ліси.

## Синоніми
- Calamintha chinensis Benth.
- Satureja chinensis (Benth.) Briq.